# Sahaswan
Sahaswan es una ciudad y municipio situada en el distrito de Badaun en el estado de Uttar Pradesh (India). Su población es de 66204 habitantes (2011).

## Demografía
Según el  censo de 2001 la población de Sahaswan era de 58194 habitantes, de los cuales el 52% eran hombres y el 48% eran mujeres. Sahaswan tiene una tasa media de alfabetización del 31%, inferior a la media nacional del 59,5%: la alfabetización masculina es del 36%, y la alfabetización femenina del 26%.